# رایزر (ریخته گری)

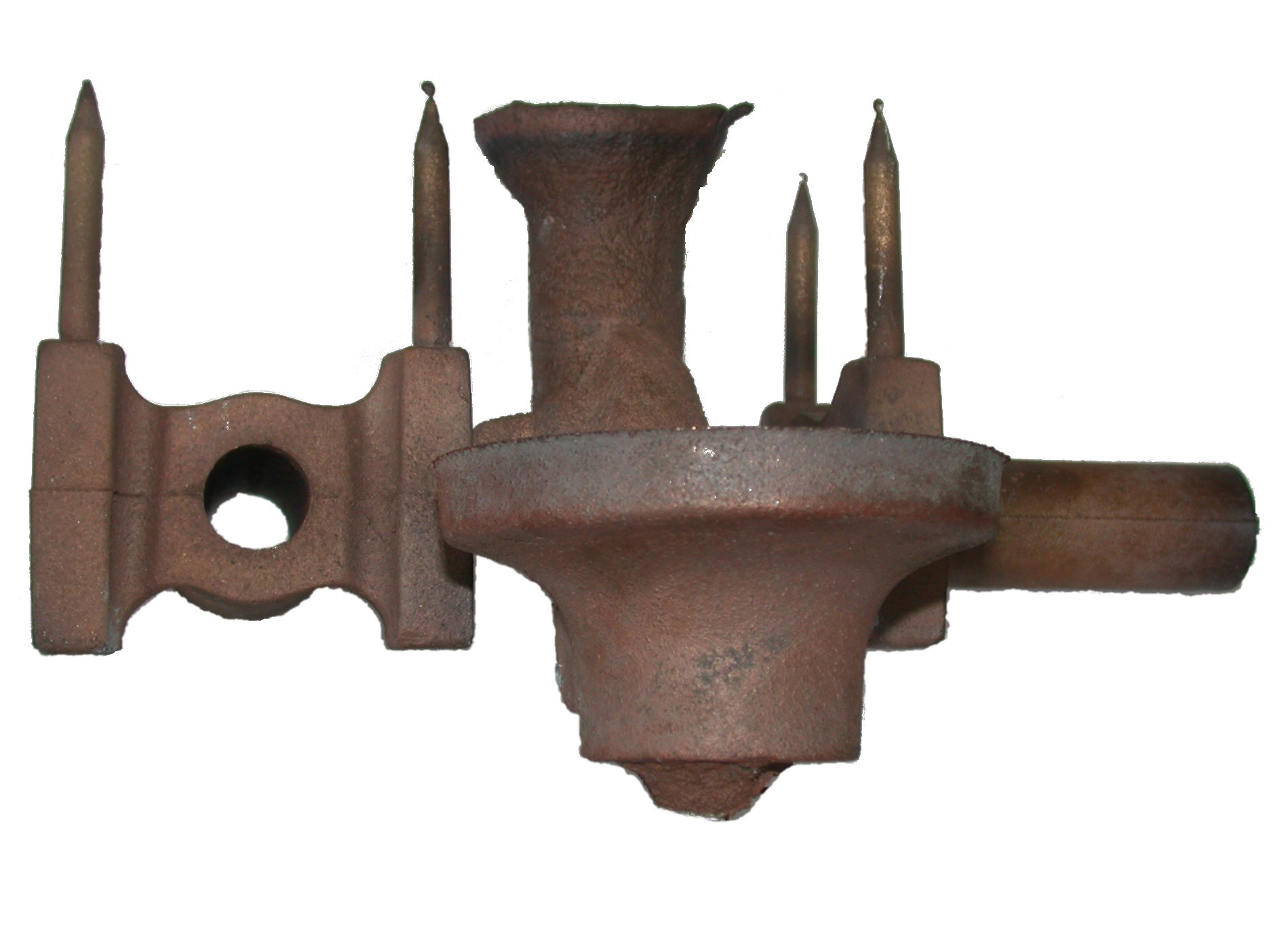
ریخته گری برنزی که اسپرو و رایزرها را نشان می‌دهد

- رایزر که به عنوان تغذیه کننده نیز شناخته می‌شود [۱] ، مخزنی است که در قالب ریخته گری فلزی برای جلوگیری از حفره های ناشی از انقباض تعبیه شده است. بیشتر فلزات به عنوان مایع نسبت به جامد چگالی کمتری دارند، بنابراین مواد ریخته گری پس از سرد شدن منقبض می‌شوند، که می‌تواند در آخرین نقطه برای جامد شدن، فضای خالی باقی بگذارد. رایزرها با فراهم کردن فلز مذاب برای ریخته گری در حین جامد شدن از این امر جلوگیری می کنند، به طوری که حفره در رایزر تشکیل می شود و نه ریخته گری. [۲] رایزرها روی موادی که دامنه انجماد زیادی دارند موثر نیستند، زیرا انجماد جهتی امکان پذیر نیست. آنها همچنین برای فرآیندهای ریخته گری که از فشار برای پر کردن حفره قالب استفاده می کنند، مورد نیلز نیستند.

## تئوری
برای اینکه رایزر بعد از ریخته گری خنک شود رایزر باید کندتر از ریخته گری خنک شود. قانون چورینوف به طور خلاصه بیان می کند که کمترین زمان خنک سازی با بیشترین حجم و کمترین سطح حاصل می شود. بنابراین, به طور مطلوب, یک رایزر باید یک کره باشد, اما این شکل چندان کاربردی برای قرار دادن در قالب نیست, بنابراین در عوض از یک استوانه استفاده می شود. ارتفاع به نسبت قطر سیلندر بسته به مواد, محل سحر, اندازه فلاسک, و غیره.
انقباض باید برای ریخته گری محاسبه شود تا تأیید شود که مواد کافی در رایزر برای جبران انقباض وجود دارد. اگر به نظر می رسد که مواد کافی وجود ندارد، اندازه رایزر باید افزایش یابد.
در نهایت، ریخته گری باید به گونه ای طراحی شود که انجماد جهت دار ایجاد کند، که از انتهای حفره قالب به سمت بالابر(ها) حرکت می کند. به این ترتیب رایزر می تواند فلز مذاب را به طور مداوم به بخشی از ریخته گری که در حال جامد شدن است تغذیه کند.  یکی از بخش‌های دستیابی به این هدف، قرار دادن رایزر در نزدیکی ضخیم ترین و بزرگترین قسمت ریخته گری است، زیرا آن قسمت از ریخته گری در آخر سرد و سفت می‌شود.  اگر این نوع انجماد امکان پذیر نباشد، ممکن است رایزرهای متعددی که بخش های مختلف ریخته گری یا سرما را تغذیه می کنند ضروری باشد.

## انواع

انواع مختلف رایزر

یک رایزر بر اساس سه معیار طبقه بندی می شود: محل قرارگیری آن، باز بودن آن در جو و نحوه پر شدن آن. اگر رایزر روی ریخته گری قرار داشته باشد به عنوان رایزر بالا شناخته می شود، اما اگر در کنار ریخته گری قرار گیرد به عنوان رایزر جانبی شناخته می شود. رایزرهای بالایی سودمند هستند زیرا فضای کمتری را در فلاسک نسبت به رایزر جانبی اشغال می کنند، به علاوه فاصله تغذیه کمتری دارند. اگر رایزر به اتمسفر باز باشد به عنوان رایزر باز شناخته می شود، اما اگر رایزر کاملاً در قالب باشد به عنوان رایزر کور شناخته می شود. یک رایزر باز معمولاً بزرگتر از یک رایزر است زیرا رایزر باز گرمای بیشتری را برای قالب گیری از بالای رایزر از دست میدهد. در نهایت، اگر رایزر مواد را از سیستم دروازه دریافت کند و قبل از حفره قالب پر شود، به عنوان رایزر زنده یا رایزر داغ شناخته می شود. اگر رایزر با موادی پر شود که قبلاً از داخل حفره قالب جاری شده است به عنوان رایزر مرده یا رایزر سرد شناخته می شود. رایزرهای زنده معمولاً کوچکتر از رایزرهای مرده هستند. رایزرهای بالا تقریباً همیشه رایزرهای مرده هستند و رایزرها در سیستم دروازه تقریباً همیشه رایزرهای زنده هستند.
اتصال رایزر به حفره قالب می تواند برای رایزرهای جانبی مشکل باشد. از یک طرف اتصال باید تا حد امکان کوچک باشد تا جداسازی تا حد امکان آسان شود، اما از سوی دیگر، اتصال باید به اندازه‌ ای بزرگ باشد که قبل از بالا آمدن محکم نشود. اتصال معمولاً کوتاه می شود تا از گرمای رایزر و حفره قالب گیری استفاده شود، که در طول فرآیند آن را گرم نگه می دارد.
وسایل کمکی افزایش دهنده وجود دارند که می توانند برای کند کردن خنک شدن یک رایزر یا کاهش اندازه آن استفاده شوند. یکی استفاده از یک آستین عایق و رویه در اطراف رایزر است. دیگری قرار دادن بخاری در اطراف رایزر است.

## بازده
راند مان یا بازده یک ریخته گری به صورت تقسیم وزن ریخته گری بر وزن کل مقدار فلز ریخته شده تعریف می شود. رایزرها می توانند مقدار زیادی به وزن کل ریخته شده اضافه کنند، بنابراین مهم است که اندازه و شکل آنها را بهینه کنید. رایزرها فقط برای اطمینان از یکپارچگی ریخته گری وجود دارند، پس از سرد شدن قطعه برداشته می شوند و فلز آنها دوباره ذوب می شود تا دوباره استفاده شود. در نتیجه، اندازه، تعداد و محل رایزر باید به دقت برنامه ریزی شود تا ضمن پر کردن تمام انقباضات در ریخته گری، ضایعات کاهش یابد.
یکی از راه‌های محاسبه حداقل اندازه رایزر استفاده از قانون Chvorinov با تنظیم زمان انجماد برای رایزر بیشتر از زمان ریخته‌گری است. هر زمانی را می توان انتخاب کرد اما 25٪ بیشتر معمولاً یک انتخاب مطمئن است که به شرح زیر نوشته شده است:                                                                                       
{\displaystyle t_{\text{riser}}=1.25t_{\text{casting}}}
زیرا همه عوامل قالب و مواد برای n یکسان هستند. اگر استوانه ای برای هندسه رایزر انتخاب شود و نسبت ارتفاع به قطر قفل شود، می توان معادله را برای قطر حل کرد که این روش را به روشی ساده برای محاسبه حداقل اندازه رایزر تبدیل می کند. توجه داشته باشید که اگر از رایزر بالا استفاده می شود، سطحی که بین رایزر و ریخته گری مشترک است باید از سطح روی ریخته گری و رایزر کم شود.

{\displaystyle \left({\frac {V}{A}}\right)_{\text{riser}}^{n}=1.25\left({\frac {V}{A}}\right)_{\text{casting}}^{n}}

زیرا همه عوامل قالب و مواد برای ن یکسان هستند. اگر یک سیلندر برای هندسه رایزر انتخاب شده و نسبت ارتفاع به قطر قفل شده است, سپس معادله را می توان برای یک قطر حل, که باعث می شود این روش یک راه ساده برای محاسبه حداقل اندازه برای یک رایزر. توجه داشته باشید که اگر یک سحر بالا استفاده می شود سطح است که بین سحر و ریخته گری به اشتراک گذاشته باید از منطقه در ریخته گری و سحر کم.

## کتابشناسی - فهرست کتب
- Degarmo, E. Paul; Black, J T.; Kohser, Ronald A. (2003), Materials and Processes in Manufacturing (9th ed.), Wiley, ISBN 0-471-65653-4.
- Kalpakjian, Serope, et al. (2001).  Manufacturing Engineering and Technology.  Published by Pearson Education.
- Ravi, B. (2005), Metal Casting Computer-Aided Design And Analysis, PHI Learning Pvt. Ltd., ISBN 978-81-203-2726-9.